# Médaille Guy
Les médailles Guy sont attribuées par la Royal Statistical Society, dans trois catégories : or, argent et bronze. L'or est décerné tous les trois ans, alors que les deux autres catégories le sont annuellement. Elles sont nommées en l'honneur de William Guy.
- La médaille d'or est décernée à ceux qu'on juge comme ayant mérité une grande marque de distinction du fait de leurs contributions novatrices à la théorie ou l'application des statistiques. Elle peut être reçues par des membres de la Société ainsi que des non-membres.
- La médaille d'argent est décernée seulement à des membres et est une reconnaissance d'une ou plusieurs publications dont le mérite est particulier, ayant été présentées à la Société ou publiées par elle.
- La médaille de bronze est une reconnaissance d'une ou plusieurs publications présentées à toute rencontre ou conférence de la Société ou publiées par elle. Elle ne peut être reçue que par ses membres et une préférence est donnée aux moins de 35 ans d'âge.

## Médaillés d'or
- 1892 Charles Booth
- 1894 Robert Giffen
- 1900 Jervoise Athelstane Baines
- 1907 Francis Ysidro Edgeworth
- 1908 Patrick G. Craigie
- 1911 G. Udny Yule
- 1920 T.H.C. Stevenson
- 1930 A. William Flux
- 1935 Arthur Lyon Bowley
- 1945 Major Greenwood
- 1946 R.A. Fisher
- 1953 Austin Bradford Hill
- 1955 Egon Sharpe Pearson
- 1960 Frank Yates
- 1962 Harold Jeffreys
- 1966 Jerzy Neyman
- 1968 M.G. Kendall
- 1969 Maurice Bartlett
- 1972 Harald Cramér
- 1973 David Cox
- 1975 George Alfred Barnard (en)
- 1978 Roy Allen
- 1981 D.G. Kendall
- 1984 Henry Daniels
- 1986 Bernard Benjamin
- 1987 Robin L. Plackett
- 1990 Peter Armitage
- 1993 George E.P. Box
- 1996 Peter Whittle
- 1999 Michael Healy
- 2002 Dennis Lindley
- 2005 John Nelder
- 2008 James Durbin
- 2011 Calyampudi Radhakrishna Rao
- 2013 John Kingman
- 2014 Bradley Efron
- 2016 Adrian Smith
- 2019 Stephen Buckland
- 2020 David Spiegelhalter (en)
- 2022 Nancy Reid
- 2024 Peter Diggle (en)

## Médaillés d'argent
- 1893 John Glover (statisticien)
- 1894 Augustus Sauerbeck
- 1895 A.L. Bowley
- 1897 F.J. Atkinson
- 1899 C.S. Loch
- 1900 Richard Crawford
- 1901 Thomas A. Welton (en)
- 1902 Reginald Hawthorn Hooker (en)
- 1903 Yves Guyot
- 1904 David Alfred Thomas
- 1905 R. Henry Rew
- 1906 W.H. Shaw
- 1907 N.A. Humphreys
- 1909 Edward Brabrook (en)
- 1910 George Henry Wood (en)
- 1913 R. Dudfield
- 1914 S. Rowson
- 1915 S.J. Chapman
- 1918 J. Shield Nicholson
- 1919 Josiah Stamp
- 1921 A. William Flux
- 1927 Henry William Macrosty
- 1928 Ethel Newbold
- 1930 Herbert Edward Soper
- 1934 J.H. Jones
- 1935 Ernest Charles Snow (en)
- 1936 Ralph George Hawtrey
- 1938 E.C. Ramsbottom
- 1939 Leon Isserlis (en)
- 1940 Hector Leak
- 1945 Maurice Kendall
- 1950 Harry Campion (en)
- 1951 F.A.A. Menzler
- 1952 M. S. Bartlett
- 1953 J. Oscar Irwin (en)
- 1954 L. H. C. Tippett
- 1955 D.G. Kendall
- 1957 Henry Daniels
- 1958 George Alfred Barnard (en)
- 1960 Edgar C. Fieller
- 1961 David Cox
- 1962 Pandurang Vasudeo Sukhatme (en)
- 1964 George Box
- 1965 Calyampudi Radhakrishna Rao
- 1966 Peter Whittle
- 1968 Dennis Lindley
- 1973 Robin Plackett
- 1976 James Durbin
- 1977 John Nelder
- 1978 Peter Armitage
- 1979 Michael Healy
- 1980 M. Stone
- 1981 John Kingman
- 1982 Henry Wynn
- 1983 Julian E. Besag (en)
- 1984 John C. Gittins
- 1985 Derek Bissell et Wilfrid Pridmore
- 1986 Richard Peto
- 1987 John Copas
- 1988 John Aitchison (en)
- 1989 Frank Kelly
- 1990 David Clayton (en)
- 1991 Richard L. Smith
- 1992 Robert Nicholas Curnow
- 1993 Adrian Smith
- 1994 David Spiegelhalter (en)
- 1995 Bernard Silverman (en)
- 1996 Steffen Lauritzen
- 1997 Peter Diggle (en)
- 1998 Harvey Goldstein (en)
- 1999 Peter Green
- 2000 Walter Gilks
- 2001 Philip Dawid
- 2002 David Hand (en)
- 2003 Kanti Mardia (en)
- 2004 Peter Donnelly (en)
- 2005 Peter McCullagh
- 2006 Michael Titterington
- 2007 Howell Tong (en)
- 2008 Gareth Roberts (en)
- 2009 Sylvia Richardson
- 2010 Iain M. Johnstone
- 2011 Peter Gavin Hall
- 2012 David Firth (en)
- 2013 Brian D. Ripley
- 2014 Jianqing Fan
- 2015 Anthony Davison
- 2016 Nancy Reid
- 2017 Neil Shephard
- 2018 Peter Bühlmann
- 2019 Susan Murphy
- 2020 Arnaud Doucet
- 2021 Håvard Rue
- 2022 Paul Fearnhead (en)
- 2023 Mark Girolami (en)
- 2024 Jonathan Tawn (en)
- 2025 Richard Samworth (en)

## Médaillés de bronze
- 1936 William Gemmell Cochran
- 1938 R.F. George
- 1949 W.J. Jennett
- 1962 Peter Armitage
- 1966 James Durbin
- 1967 F. Downton
- 1968 Robin Plackett
- 1969 M.C. Pike
- 1970 P.G. Moore
- 1971 D.J. Bartholomew (en)
- 1974 G.N. Wilkinson
- 1975 A.F. Bissell
- 1976 P.L. Goldsmith
- 1977 Adrian Smith
- 1978 Philip Dawid
- 1979 T. M. F. Smith (en)
- 1980 A.J. Fox
- 1982 Stuart Pocock (en)
- 1983 Peter McCullagh
- 1984 Bernard Silverman (en)
- 1985 David Spiegelhalter (en)
- 1986 D.F. Hendry
- 1987 Peter Green
- 1988 Sarah C. Darby (en)
- 1989 Sheila M. Gore (en)
- 1990 Valerie Isham
- 1991 Mike G. Kenward
- 1992 Christopher Jennison
- 1993 Jonathan Tawn (en)
- 1994 R.F.A. Poultney
- 1995 Iain Johnstone
- 1996 John N. S. Matthews
- 1997 Gareth Roberts (en)
- 1998 David Firth (en)
- 1999 P.W.F. Smith et J. Forster
- 2000 J. Wakefield
- 2001 Guy Nason (en)
- 2002 Geert Molenberghs
- 2003 Peter Lynn
- 2004 Nicola Best (en)
- 2005 Steve Brooks (en)
- 2006 Matthew Stephens (en)
- 2007 Paul Fearnhead (en)
- 2008 Fiona Steele (en)
- 2009 Chris Holmes (en)
- 2010 Omiros Papaspiliopoulos
- 2011 Nicolai Meinshausen
- 2012 Richard Samworth (en)
- 2013 Piotr Fryzlewicz
- 2014 Ming Yuan
- 2015 Jinchi Lv
- 2017 Yingying Fan (en)
- 2018 Peng Ding
- 2019 Jonas Peters (en)
- 2020 Rachel McCrea
- 2021 Pierre E. Jacob
- 2022 Rajen Shah
- 2023 Tengyao Wang
- 2024 Chris Oates
- 2025 Jenny Wadsworth